# جوشوا بولتن
جوشوا بولتن (بالإنجليزية: Joshua Bolten)‏ (و. 1954 – م) هو سياسي من الولايات المتحدة الأمريكية .
تولى منصب رئيس موظفي البيت الأبيض (2006-04-14–2009-01-20) .وهو عضو في الحزب الجمهوري .

## التعليم
تعلم في جامعة برنستون.

## روابط خارجية
- جوشوا بولتن على موقع الموسوعة البريطانية (الإنجليزية)
- جوشوا بولتن على موقع مونزينجر (الألمانية)
- جوشوا بولتن على موقع إن إن دي بي (الإنجليزية)